# Битка код Амфипоља
Битка код Амфипоља одиграла се 422. п. н. е. између Атине и Спарте. То је била једна од битака Пелопонеског рата.
Спарта је 424. п. н. е. заузела Амфипољ са многим рудницима сребра у околини. То је био тежак финансијски удар за Атину. Све то доводи до битке у којој Спартанци побеђују. После битке ни Спарта ни Атина не желе наставак рата па се склапа Никијин мир 421. п. н. е.

## Освајање Амфипоља 424/423. п. н. е.
У приближно исто време кад се дешавала битка код Делија зиме 424/423. п. н. е. спартански генерал Брасида опседа Амфипољ.
Амфипољ је атинска колонија у Тракији на реци Струми. Град је бранио атински генерал Еукле, који је молио Тукидида да што пре стигне у помоћ.
Да би освојио град пре него што стигне Тукидид, Брасида великодушно обећава свима који остану, да им неће дирнути имовину, а онима који хоће да оду нуди слободан пролаз. Амфипољ се тако предао иако се атински генерал Еукле томе противио. Тукидид је стигао у оближњу луку истог дана кад се град предао. Тукидиду прилазе они који су напустили град. С друге стране Брасид прави савезништва са трачким градовима, а и са Пердиком из Македоније.
Атињани су се бојали да ће њихови други савезници у том подручју брзо капитулирати, ако им Брасида понуди повољне мировне услове.
Тукидида сматрају одговорним за пад Амфипоља, иако се он жалио да није могао стићи на време. Позван је у Атину, где су му судили и протерали га.

## Примирје 423. п. н. е.
После пада Амфипоља Атина и Спарта потписују примирје. Атина се надала да може утврдити још више градова као припрему за будуће нападе од стране Брасида. Спартанци су се надали да ће Атина коначно да им врати заробљенике из битке код Сфактерије 424. п. н. е. Према примирју свака страна остаје ондје где јест и примирје је требало трајати годину дана.
Током преговора о примирју Брасида заузима један град и одбио је да га врати кад му је стигла вест о примирју. Клеон је послао војску да то место врате иако је било примирје.

## Битка 422. п. н. е.
Када је прошло примирје 422. п. н. е., Клеон је стигао у Тракију са 30 бродова, 1200 хоплита, 300 коњаника и другим трупама од атинских савезника. Поново је заузео Торону и Скион.
Брасида је имао 2.000 хоплита, 300 коњаника те неке трупе у Амфипољу. Брасида није био сигуран да може победити, па се вратио у Амфипољ. Клеон је кренуо према Амфипољу, припремајући се за битку. Пошто Брасида није изашао, Клеон се враћа. У том тренутку Брасида излази из Анфипоља и напада дезорганизовану атинску војску. Током те трке Брасида бива смртно рањен. Клеон је такође убијен у бици. Цела атинска војска је побегла, а 600 је убијено путем. Само 8 Спартанаца је убијено у бици.

## Последице
Брасида је сахрањен у Амфипољу, а Амфипољани га поштују као оснивача града. После битке и Атини и Спарти је било доста рата, па потписују Никијин мир 421. п. н. е.